# Mâron
Mâron és un municipi francès, situat al departament de l'Indre i a la regió de Centre – Vall del Loira. L'any 2007 tenia 725 habitants.

## Demografia

### Població
El 2007 la població de fet de Mâron era de 725 persones. Hi havia 286 famílies, de les quals 68 eren unipersonals (36 homes vivint sols i 32 dones vivint soles), 99 parelles sense fills, 103 parelles amb fills i 16 famílies monoparentals amb fills.
La població ha evolucionat segons el següent gràfic:
Habitants censats

### Habitatges
El 2007 hi havia 325 habitatges, 289 eren l'habitatge principal de la família, 16 eren segones residències i 20 estaven desocupats. 318 eren cases i 6 eren apartaments. Dels 289 habitatges principals, 254 estaven ocupats pels seus propietaris, 30 estaven llogats i ocupats pels llogaters i 5 estaven cedits a títol gratuït; 1 tenia una cambra, 16 en tenien dues, 44 en tenien tres, 89 en tenien quatre i 139 en tenien cinc o més. 236 habitatges disposaven pel capbaix d'una plaça de pàrquing. A 103 habitatges hi havia un automòbil i a 165 n'hi havia dos o més.

### Piràmide de població
La piràmide de població per edats i sexe el 2009 era:
| Homes | Edats   | Dones |
| ----- | ------- | ----- |
| 0     | 95 o +  | 0     |
| 0     | 90 a 94 | 0     |
| 4     | 85 a 89 | 4     |
| 0     | 80 a 84 | 12    |
| 16    | 75 a 79 | 12    |
| 16    | 70 a 74 | 20    |
| 16    | 65 a 69 | 12    |
| 8     | 60 a 64 | 8     |
| 12    | 55 a 59 | 4     |
| 24    | 50 a 54 | 36    |
| 32    | 45 a 49 | 16    |
| 32    | 40 a 44 | 32    |
| 28    | 35 a 39 | 24    |
| 32    | 30 a 34 | 24    |
| 32    | 25 a 29 | 32    |
| 28    | 20 a 24 | 4     |
| 12    | 15 a 19 | 8     |
| 20    | 10 a 14 | 16    |
| 32    | 5 a 9   | 8     |
| 44    | 0 a 4   | 24    |

## Economia
El 2007 la població en edat de treballar era de 468 persones, 341 eren actives i 127 eren inactives. De les 341 persones actives 317 estaven ocupades (173 homes i 144 dones) i 25 estaven aturades (14 homes i 11 dones). De les 127 persones inactives 53 estaven jubilades, 37 estaven estudiant i 37 estaven classificades com a «altres inactius».

### Ingressos
El 2009 a Mâron hi havia 293 unitats fiscals que integraven 748 persones, la mediana anual d'ingressos fiscals per persona era de 19.968 €.

### Activitats econòmiques
Dels 13 establiments que hi havia el 2007, 4 eren d'empreses de construcció, 2 d'empreses de comerç i reparació d'automòbils, 1 d'una empresa d'hostatgeria i restauració, 1 d'una empresa d'informació i comunicació, 2 d'empreses financeres, 1 d'una empresa immobiliària i 2 d'entitats de l'administració pública.
Dels 4 establiments de servei als particulars que hi havia el 2009, 1 era un taller de reparació d'automòbils i de material agrícola, 1 guixaire pintor, 1 lampisteria i 1 restaurant.
L'any 2000 a Mâron hi havia 20 explotacions agrícoles que ocupaven un total de 2.688 hectàrees.

## Equipaments sanitaris i escolars
El 2009 hi havia una escola elemental integrada dins d'un grup escolar amb les comunes properes formant una escola dispersa.

## Poblacions més properes
El següent diagrama mostra les poblacions més properes.